# Власенко Володимир Максимович
Володимир Максимович Власенко (1934, с. В'язівок, Городищенський район, Черкаська область — квітень 2025) — український науковець, ректор Білоцерківського національного аграрного університету у 1977—2005 роках.

## Родовід
Прадід Василь був доволі заможною людиною: мав землю, млин, олійню, ліс. Одружився з Варвавою — дівчиною з роду козацького старшини Гладкого. У шлюбі народилось 8 дітей, кожній з яких прадід збудував власну хату (список уточнюється):
- Пилип,
- Федір старший (дід Володимира),
- Федір молодший.

Дід Федір одружився з Агрипиною Браганець. Предки Агрипини належали до козацькою верхівки та навіть отримали титул дворян. У подружжя народилось 5 дітей:
- Самійло,
- Микола,
- Меланія,
- Тетяна,
- Максим.

Батько Максим Максим Федорович одружився зі Щигельською Федорією Устимівною. За свідченнями генеалога Євгена Чернецького, Федорія походила з дворянського польського роду. У подружжя народились 2 дітей:
- Анатолій,
- Володимир.

## Життєпис
Володимир Власенко народився 1934 року в селі В'язівок на Черкащині.
У 1944 році знайшов міну і почав розбирати. Від вибуху хлопцю відірвало два пальці на лівій кісті. У дитинстві мріяв стати авіаконструктором, аби будувати літаки, які дозволять отримати перемогу в Другій світовій. Та війна скінчилась, а отримати престижну спеціальність було дуже складно.
Після закінчення В'язівської школи—семирічки Володимир вирішив разом з товаришем вступити до Смілянського технікуму харчової промисловості. На жаль, з незрозумілих причин, отримав «двійку» під час вступного іспиту. Не бажав повертатись додому, вступив до Черкаського ветеринарного технікуму, після закінчення якого працював у Мліївській центральній ветеринарній станції Городищенського району.
Потім вступив до Білоцерківського сільськогосподарського інституту. Після закінчення вишу працював завідувачем Орловецької ветеринарної дільниці Городищенського району. У 1967 році захистив кандидатську дисертацію. У 1968 році отримав посаду заступника декана факультету ветеринарної медицини Білоцерківського сільськогосподарського інституту. У 1973 році став проректором з навчальної роботи, а в 1977 році став ректором.

### Лазерна ветеринарна медицина
Піонером використання лазеру у ветеринарній медицині СРСР був Михайло Плахотін. В Україні вирішили також зайнятися даною проблематикою. Перші досліди Володимир Власенко провів з колегою, завідувачем кафедри ветеринарної медицини Іваном Семеновичем Паньком.

### Науковий внесок
- Робота «Патологія зубів у поросят».
- Робота «Розвиток молочних ікол у поросят» (1964).
- «Пункція черевної аорти в коня».
- «До питання вдосконалення форм і методів організації самостійної роботи студентів у навчальному процесі» (1979).
- Брошура «Методичні рекомендації розвитку суспільно—політичної активності студентів» (1986, редактор, співавтор) Автори: В. Г. Герасименко, Б. Й. Кашкін, Г. Д. Дроздова, Г. І. Логінова, Ф. П. Тєрєхов, Р. А. Фещенко та інші.

### Нагороди, звання, пам'ять
- Медаль «За порятунок потопаючих» за спасіння літнього рибалки.
- Почесна відзнака Президента України (06.09.1995)[2].
- Почесна грамота Кабінету Міністрів України (18.08.2004)[3].
- Орден «За заслуги» II ступеня (02.09.2004)[4].
- Почесний громадянин міста Біла Церква[1].

### Сім'я
Дружина: Желязо Світлана Ромуальдівна (з 1961 року). Діти:
- Олег — доцент, декан медичного факультету № 2 Вінницького національного медичного університету імені Миколи Пирогова[5], входить до складу Вченої ради університету[6].
- Віктор — колишній начальник ветеринарної служби міста Біла Церква.
- Тетяна — економістка, працює в одному з банків м. Києва.